# Bou Saâda
Bou Saâda (în arabă بوسعادة) este o comună din provincia M'Sila, Algeria.
Populația comunei este de 125.573 locuitori (2008).